# 34432 Groebe
34432 Groebe è un asteroide della fascia principale. Scoperto nel 2000, presenta un'orbita caratterizzata da un semiasse maggiore pari a 2,9477986 au e da un'eccentricità di 0,0427282, inclinata di 3,45114° rispetto all'eclittica.
L'asteroide è dedicato all'insegnante statunitense Rebecca Groebe.